# Wutha-Farnroda
Wutha-Farnroda är en kommun i Wartburgkreis i förbundslandet Thüringen i Tyskland.